# Національна об'єднана партія (Вануату)
Національна об'єднана партія (англ. National United Party, фр. Parti national uni) — політична партія Вануату. На парламентських виборах 6 липня 2004 року здобула 10 місць із 52. Є соціал-демократичною партією, яка має найбільшу підтримку серед англомовних виборців.
1991 року Волтер Ліні, який був прем'єр-міністром Вануату упродовж 12 років як член партії Вануаку та втратив свою позицію невдовзі після розколу в партії, приєднався до Національної об'єднаної партії та невдовзі став її лідером. Після смерті Ліні 1999 року його брат Гам Ліні став лідером партії. Стала однією з найбільших політичних партій у Вануату поряд із партією Вануаку та Союзом поміркованих партій, брала участь в коаліції з обома у різні часи. У грудні 2004 року Гам Ліні став прем'єр-міністром; він — перший член НОП, який отримав цю посаду, будучи членом Національної об'єднаної партії.